# Johnny McNicholl

a Compétitions nationales et continentales officielles uniquement.

b Matchs officiels uniquement.
Dernière mise à jour le 22 juin 2025.
Johnny McNicholl, né le 24 septembre 1990 à Christchurch (Nouvelle-Zélande), est un joueur international gallois d'origine néo-zélandaise de rugby à XV, évoluant aux postes d'ailier et d'arrière. Il joue pour les Crusaders, en Super Rugby, et pour la province de Canterbury en NPC depuis 2024.

## Biographie

### Jeunesse et début de carrière en Nouvelle-Zélande (jusqu'en 2016)
Johnny McNicholl naît à Christchurch en Nouvelle-Zélande. Durant sa jeunesse, il commence la pratique du rugby à XV au Sydenham Rugby Club. Au niveau scolaire, il intègre la Cashmere High School
Puis, il commence sa carrière senior avec la province de Canterbury en Ranfurly Shield et National Provincial Championship (NPC) à partir de la saison 2011 (en). Il remporte le championnat dès sa première saison, prenant part à huit rencontres et inscrivant trois essais.
L'année suivante (en), il s'impose comme un titulaire de l'équipe et inscrit dix essais en onze rencontres, et remporte encore une fois le championnat.
Après ses performances prometteuses, la franchise de Super Rugby des Crusaders l'inclut dans son effectif pour la saison 2013. Plus tard cette année-là, il remporte le NPC 2013 (en) avec Canterbury.
Lors de la saison 2014 de Super Rugby, il dispute sa première finale avec les Crusaders mais ils s'inclinent 33 à 32 contre les Waratahs.
En 2015 (en) et 2016 (en), il remporte le NPC à nouveau,. Au total, il inscrit trente-et-un essais en soixante rencontres avec Canterbury. Lors de ses quatre saisons avec la franchise de Christchurch, il a disputé quarante rencontres pour seize essais inscrits.

### Départ au pays de Galles, victoire dans le Pro12 et international avec leXV du Poireau(2016-2024)
En 2016, il signe pour la province galloise de Pro12, les Scarlets, à compter de la saison 2016-2017, il devient un titulaire du club et remporte le championnat, dès sa première saison, contre le Munster avec une victoire 46 à 22 en finale.
La saison suivante, les Scarlets vont une nouvelle fois en finale de Pro14 après une bonne saison mais s'inclinent contre le Leinster 40 à 32. McNicholl prend part à quinze matchs et inscrit neuf essais durant la saison en championnat, dont un triplé en finale. Les Scarlets réalisent également une campagne de qualité en Coupe d'Europe, allant jusqu'en demi-finale, qu'ils n'ont plus atteint depuis 2007, mais s'inclinent contre le futur vainqueur le Leinster 38 à 16. McNicholl prend part à quatre rencontres et inscrit deux essais.
En novembre 2019, n'ayant jamais été sélectionné par les All Blacks, McNicholl est appelé par le pays de Galles, étant devenu éligible après la règle des trois ans de résidence dans un pays mis en place par World Rugby et ayant émis le souhait de jouer pour cette sélection. Il joue son premier match durant ce mois, non-officiel, donc ne comptant par pour une sélection, contre les Barbarians où il marque un essai et le pays de Galles s'impose 44 à 33. Quelques semaines plus tard, il est retenu pour le Tournoi des Six Nations 2020, il obtient sa première cape en tant que titulaire contre l'Italie, le 1er février 2020, le XV du Poireau s'impose 42 0 0. Il dispute les trois journées suivantes en tant que remplaçant.
Début 2022, il est rappelé pour le Tournoi des Six Nations. Il prend part à la première et à la dernière journée. En mars, il signe une prolongation de contrat avec les Scarlets.
Le 1er mars 2024, il est annoncé qu'il fait son départ immédiat des Scarlets afin de retourner en Nouvelle-Zélande.

### Retour en Nouvelle-Zélande (depuis 2024)
Le 5 mars suivant, il est finalement annoncé qu'il retourne dans son ancienne franchise des Crusaders pour jouer la saison 2024 de Super Rugby, qui a déjà commencé, où il compense notamment le forfait de Will Jordan, indisponible toute la saison, ainsi que la blessure de Leigh Halfpenny. Il joue son premier match avec eux depuis 2016 à l'occasion de la cinquième journée en tant que remplaçant lors d'une défaite 26 à 6 sur le terrain des Blues. La semaine suivante, il est titularisé et inscrit un doublé permettant à son équipe de signer sa première victoire de la saison sur le score de 37 à 26 contre les Chiefs après cinq revers consécutif. Au total, il dispute neuf rencontres et inscrit quatre essais pour son retour en Nouvelle-Zélande.
En juillet 2024, il signe une prolongation de contrat de deux ans avec les Crusaders ainsi qu'avec la province de Canterbury,. Deux mois plus tard, il fait son retour sur les terrains avec Canterbury en NPC à l'occasion d'une victoire 41 à 29 contre Southland. Puis, il dispute deux autres matchs dans la compétition.
Lors de la saison 2025 de Super Rugby, il manque une grande partie de la saison à cause d'une blessure aux ischio-jambiers. Effectuant son retour lors de la mi-mai, il inscrit un essai lors d'une victoire 48 à 33 contre les Waratahs. Il joue deux autres matchs mais ne participe pas aux phases finales et au sacre de son équipe en finale de la compétition contre les Chiefs, marquant son premier titre de champion avec les Crusaders.

## Statistiques

### En sélection nationale
Johnny McNicholl compte dix capes dont six en tant que titulaire en équipe du pays de Galles, depuis sa première sélection le 1er février 2020 face à l'Italie au Millennium Stadium.
| Année | Compétition                 | Matchs | Points |
| ----- | --------------------------- | ------ | ------ |
| 2020  | Tournoi des Six Nations     | 4      | 0      |
| 2020  | Coupe d'automne des nations | 1      | 0      |
| 2021  | Test matchs                 | 3      | 0      |
| 2022  | Tournoi des Six Nations     | 2      | 0      |
| Total | Total                       | 10     | 0      |

## Palmarès
- Vainqueur du NPC en 2011 (en), 2012 (en), 2013 (en), 2015 (en) et 2016 (en) avec Canterbury.
- Finaliste du Super Rugby en 2014 avec les Crusaders.
- Vainqueur du Pro12 en 2017 avec les Scarlets.
- Finaliste du Pro14 en 2018 avec les Scarlets.
- Vainqueur du Super Rugby en 2025 avec les Crusaders.